# ミライスカート
ミライスカートは、日本の女性ローカルアイドルグループ。略称は「ミラスカ」。
結成初期のコンセプトは「京都発レトロフューチャーアイドルユニット」。のち「京都から発信する“はんなり” & “ポップ” なアイドルユニット」として活動。グループ名は、ロケットの下に付いている三角の部分＝スカート（ノズルスカート）から転じて、「未来という宇宙に飛んでいく（女子の衣服の）スカート」という意味が込められている。
2017年より児島真理奈のソロプロジェクトとなり、2020年以降ミライスカート+名義で活動。

## 沿革

### 結成
2011年11月に、京都在住の女子大生2名によるアイドルグループとして結成され、アイドル発掘プロジェクト「10minites」でグランプリを獲得。2013年3月に解散。
2014年春、新生ミライスカート結成のためオーディションを行い、児島真理奈、相谷麗菜、林奈緒美、橋本珠菜の4名を選出。
2014年6月27日「新しい未来を見てくだ祭！」にて新メンバーお披露目ライブを開催。
無名ながら同年8月「TOKYO IDOL FESTIVAL 2014」10月「ボロフェスタ2014」などのイベントに出演し注目を集める。
2015年2月11日インディーズCD『ナモナイオト』発売。同年5月、解散かメジャーデビューかを賭けた「初ワンマン LIVE 〜ここから始める未来ノート〜」を開催し、350名を動員（註：主催者発表）。

### メジャーデビュー
同年7月『COSMOsSPLASH』でメジャーデビュー。同シングルはオリコンデイリーチャート6位を獲得。
2015年夏には「TOKYO IDOL FESTIVAL 2015」「@JAM EXPO 2015」に出演。
2015年12月には初の自主企画イベントとなる「未来フェス」を京都MUSEで開催。2016年2月、NHKホールにて開催された「Coming Next 2016」に出演。
2016年3月2日にはメジャー2ndシングル『千年少女〜Tin Ton de Schon〜（ちんとんでしゃん）』をリリース。
翌3月3日には京都MUSEにてワンマンライブ「一生懸命Tin Ton de Schon！〜心に愛でるは千年の音〜」を開催した。
同年5月8日、心斎橋BIGCATにてワンマンライブ「ひたむきにTin Ton de 大猫(ニャン)〜愛でたし芽でたし千年の音〜」開催。
2016年4月から6月にかけて東京・AKIBAカルチャーズ劇場で定期公演を実施。
同年7月、東京初ワンマンライブ「京より舞うは山百合の音」及び「未来フェス in summer 2016〜夏☆なつ☆ナツ〜マン！」を開催。
一昨年、昨年に引き続き「TOKYO IDOL FESTIVAL 2016」出演を果たす。
2016年10月から11月にかけ、東阪名京ワンマンライブ「金木犀香る初恋のMelody」を開催。
同年12月には「未来フェス 2016」開催、26日のAKIBAカルチャーズ劇場定期公演をもって、林奈緒美がグループを卒業。
2017年5月7日に行われた京都メトロでの公演をもって、相谷麗菜が卒業。
2017年6月30日、橋本珠菜が卒業。翌日のイベントでは橋本の卒業に加えて、マネージャーも同日限りで辞職したこと、事務所も4月いっぱいで契約終了となりフリーランスになっていたこと、8月に行われる筈だった新メンバーオーディションの中止が併せて発表された。

### ソロプロジェクトへ
以後は児島真理奈が運営も兼ねて1人体制となるが、8月より同じ関西出身のアイドルとして活動している4人組のon and Go!がサポートした。
2019年7月、児島自身が代表取締役として運営事務所・児島エンターテインメント設立。同年、田中食品株式会社「ふりかけ大使」に就任。
2020年3月、アーティスト名を『ミライスカート+』に改名、運営事務所は株式会社agehaspringsのグループ会社としてaoi loco festaとなる。10月11日、agehaspringsプロデュースによるミライスカート+名義での1stアルバム『C3Tones』リリース。
2023年3月3日、2ndアルバム『Li’a n Tones』（リアトーンズ）リリース。

## メンバー
| 氏名       | 愛称       | 生年月日      | 血液型 | 出身地 | 備考                   |
| ---------- | ---------- | ------------- | ------ | ------ | ---------------------- |
| 児島真理奈 | まりちゃん | 1992年11月5日 | A型    | 京都府 | 初期愛称は「まりりん」 |

### 元メンバー
| 氏名     | 愛称         | 生年月日       | 血液型 | 出身地 | 備考                                                                 |
| -------- | ------------ | -------------- | ------ | ------ | -------------------------------------------------------------------- |
| 相谷麗菜 | れいにゃん   | 1994年7月18日  | O型    | 奈良県 | 卒業後、我儘ラキアを経てソロ歌手、シンガーソングライターとして活動。 |
| 林奈緒美 | なっちゃん！ | 1997年10月27日 | AB型   | 京都府 | 卒業後、ソロシンガーとして活動。2023年よりMaNaMaNaへ改名。           |
| 橋本珠菜 | じゅなな     | 2000年9月15日  | B型    | 大阪府 | 卒業をもって芸能界を引退。                                           |

## ディスコグラフィ

### 「ミライスカート」名義
| 枚 | リリース      | タイトル                     | バージョン | 収録曲 | 規格品番            | 備考                                                  |
| -- | ------------- | ---------------------------- | ---------- | --- | ------------------- | ----------------------------------------------------- |
| 1  | 2015年2月11日 | ナモナイオト                 | Type-A〜E  | 1. ナモナイオト 2. ハンナリ☆スター 3. Rocket Love 4. 未来ノート -Only Groove-                                           | YRCU-90508 - 90512  | A〜E盤（5種）：収録曲全共通、ジャケットデザインのみ別 |
| 2  | 2015年7月21日 | COSMOsSPLASH                 | Type-A     | 1. COSMOsSPLASH 2. 未来ノート 3. COSMOsSPLASH -Only Groove-                                                             | YRCS-90080          |                                                       |
| 2  | 2015年7月21日 | COSMOsSPLASH                 | Type-B〜C  | 1. COSMOsSPLASH 2. おねがい 3. COSMOsSPLASH -Only Groove-                                                               | YRCS-90081 - 90082  |                                                       |
| 2  | 2015年7月21日 | COSMOsSPLASH                 | Type-D〜E  | 1. COSMOsSPLASH 2. メグリメグル 3. COSMOsSPLASH -Only Groove-                                                           | YRCS-90083 - 90084  |                                                       |
| 3  | 2016年3月2日  | 千年少女〜Tin Ton de Schon〜 | Type-A〜E  | 1. 千年少女〜Tin Ton de Schon〜 2. ギ・ミ・ユ・ラ 3. キラ☆ヒラ♡レボ★エボ 4. 千年少女〜Tin Ton de Schon〜 -Only Groove-  | YRCS-90112 - 90116  |                                                       |
| 4  | 2017年8月13日 | 逆境ガール                   | Type-A〜B  | 1. 逆境ガール 2. Mirror Ball 3. ハナビ 4. 逆境ガール -Only Groove- 5. Mirror Ball -Only Groove- 6. ハナビ -Only Groove- | KYKAK-00001 - 00002 | 児島ソロ体制後の初リリース                            |
| 5  | 2019年10月    | あなたとなら                 |            | 1. 児島エンターテインメント社歌 2. 旅行の友〜田中食品PR商品〜 3. あなたとなら                                           |                     |                                                       |

### 「ミライスカート+」名義

#### シングル
| 枚 | リリース      | タイトル  | 収録曲 | 備考         |
| -- | ------------- | --------- | --- | ------------ |
| 1  | 2022年7月3日  | Hira☆Fuwa | 1. Hira☆Fuwa 2. Stardust Parade◇ 3. Hira☆Fuwa Sparkle House Mix (Remix) 4. Stardust Parade◇ 80’s vibe (Remix) | デジタル配信 |
| 2  | 2022年11月6日 | +Love     | 1. ＋Love 2. TaylorTaylorTaylor 3. ＋Love S・O・S (Remix) 4. TaylorTaylorTaylor RetroFuture (Remix)           | デジタル配信 |

## （旧）ミライスカート
2011年11月に京都在住の2名をメンバーとし結成、2013年3月24日に解散。
- 田中千菜美 - 同志社大学出身 8月29日生まれ
- 伊田由衣 - 京都府立大学出身 6月5日生まれ